# 5798 Burnett
Az 5798 Burnett (ideiglenes jelöléssel 1980 RL7) a Naprendszer kisbolygóövében található aszteroida. Schelte J. Bus fedezte fel 1980. szeptember 13-án.